# 花井なお
花井 なお（はない なお -、8月28日 - ）は日本の女性声優。大阪府出身。

## 来歴
ニックネームはBugってハニーをもじって“Bugって花井”（高橋名人公認）。R-1ぐらんぷりや女芸人No.1決定戦 THE Wの、賞レースには「Bugって花井」の名前で出場している。
現在は、出身地である大阪を中心に活動中。最近は声優だけにとどまらず、ナレーター、歌手（メガマウスアイドル）、モデル、VTuber、怪談師もこなす。
メガマウスの魅力に取り憑かれメガマウスの啓蒙活動の為、メガマウスアイドルを目指している。
難波ベアーズで行われているアイドル発掘プロジェクト10minutes 2ndシーズン予選会で審査員賞を獲得し決勝進出。決勝グランプリ大会にて524524先生賞を受賞（グランプリはいずこねこ）。

## 人物、エピソード

### 関連のある人物
- 光誉祐華と仲が良く、イベントでの共演も果たしている。
- ジャンプ中澤 - 誕生日が同じ8月28日 である実演販売士

### 趣味、嗜好
- ボルダリングとウォーキング。
- タバコは嫌いだが酒を好み、飲酒しながらゲーム配信も行っている。
- 大食いで、寿司や餃子の王将も好む。
- 東京での東日本大震災の経験から、ミネラルウォーターと水道水を入れた2ℓペットボトル6本を備蓄している。
- メガマウスをひたすら啓蒙している
- 居酒屋でバイトしていた

## 出演作品

### テレビアニメ
2001年
- シスター・プリンセス

2003年
- 時空冒険記ゼントリックス（パイニー、ロックマンたち）

2006年
- 奏光のストレイン（マーサ・シュビーパウエル[7]）
- BLACK BLOOD BROTHERS（悪ガキ）
- 夜明け前より瑠璃色な 〜Crescent Love〜（朝霧達哉（少年時代））

2007年
- ぷるるんっ!しずくちゃん あはっ☆（トリーノ）

2008年
- ぷるるんっ!しずくちゃん あはっ☆（ボンボン）

### 劇場アニメ
2013年
- 燃える仏像人間[8]（小坊主）

2019年
- バイオレンス・ボイジャー（キョウコ）

### ゲーム
- キモかわE!（ゴモリー）
- ミッシングブルー
- メガゾーン23 青いガーランド（サリア）

### 特撮
2012年
- 浪速伝説トライオー「エピソード1」Web特撮ドラマ（YouTube、2012年5月24日 - ゴンタコ役）
- 浪速伝説トライオー（2012年1月5日 - テレビ大阪）

### テレビ
- あっ!とおどろく放送局　ドッキドキ！TVゲーム超新星（インターネットテレビ、毎週水曜）
- ゲームセンターCX 24時間生放送スペシャル （2009年8月30日 - 高橋名人と共にゲスト出演）
- Akiba.TV　ドッキドキ！TVゲーム大逆転（インターネットテレビ、毎週火曜日 21：30～ 生放送）
- 歌ネタ王TV（2012年1月17日 - 毎日放送、関西ローカル）ナレーション

### ラジオ
- ファミコン名人の教え（仮）（インターネットラジオ）
- 真・ファミコン名人の教え（仮）（インターネットラジオ）
- 花井とキッドのファミコン道場（インターネットラジオ）
- 恋愛ボヤージュ(2011年8月23日 1:30〜2:00 ラジオ関西 ゲスト出演)

### ウェブテレビ
- 矢口真里の火曜The NIGHT（2022年6月8日[9]、7月20日、12月14日、ABEMA）Bugって花井として出演